# 格上租車
格上汽車租賃股份有限公司（英語：Carplus Auto Leasing Corporation），簡稱格上租車，是臺灣一家汽車租賃公司。
格上租車於1998年12月加入裕隆汽車集團，並陸續併購多家同業公司，目前是臺灣第二大租車公司，市場佔有率約23%。

## 沿革
- 1984年：6月國產汽車股份有限公司以新臺幣3百萬元的資本額成立格上小客車租賃股份有限公司，隨後變更為現行的格上汽車租賃股份有限公司。
- 1990年：6月轉投資成立欣格聯合企業股份有限公司，營業項目為商用車、機器設備等之租賃業務。
- 1998年：12月裕隆汽車集團接手格上與欣格兩家公司。
- 2000年：3月併購聲寶小客車租賃公司（聲寶股份有限公司子公司）和伯士瑪租賃公司，9月獲得ISO 9001品保認證，為臺灣汽車租賃業界首創。
- 2001年：2月裕隆集團整合旗下租賃事業，與中菱小客車租賃、國菱租賃二家公司合併。
- 2004年：6月裕融企業股份有限公司成為最大股東，股權達45.04%。
- 2007年：3月在蘇州市成立蘇州格上租車有限公司，正式進軍中國大陸租車市場。同年9月於臺北市成立中古車營業所，跨足中古車市場。
- 2010年：12月蟬聯《管理雜誌》「2011年消費者心目中理想品牌租車類第一名」，已連續獲得此獎項六年。
- 2011年：11月創下臺灣汽車租賃界之先例，率先於高鐵板橋站提供电动汽车租賃。未來二年內則計畫在大臺北地區提供40輛Luxgen7 MPV與60輛tobe M'car EV電動車，讓消費者短期租賃[2]。11月16日與子公司欣格聯合企業股份有限公司合併。
- 2014年：7月推出無障礙車輛，包含接送與旅遊等租賃服務。

## 共享汽車
格上租車於2020年在臺灣推出「Go Smart」共享汽车服務，成為繼iRent之後臺灣在地第二個共享汽車租賃平臺。
格上共享車提供「同站租還」與「異站租還」兩種模式，前者營運範圍涵蓋臺灣本島19個縣市和金門縣等離島地區，後者除於新北市部分地區提供「路邊租還」服務，另於基隆市、新北市、臺北市、桃園市、新竹縣市、宜蘭縣提供合作停車場自由取還車服務，為共享汽車業者唯一提供「宜蘭縣」異站取還車服務之業者。
格上共享車提供Nissan、福斯、Volvo、MG、三菱、Honda、Luxgen、Suzuki等多達8個品牌、15款車服務，2025年更上架首款電動車市場熱銷車Volvo XC40 Recharge，提供全新進化共享純電車的駕馭體驗。用戶可於使用前查閱「車款介紹」，以了解車輛是否具備「倒車顯影」、「倒車雷達」、「Apple Carplay/Android Auto」、「主動式車距調節定速巡航系統LV.2」、「智慧影音整合」、「定速控制系統」、「車道偏離警示系統」、「車道維持輔助系統」、「360度立體環景影像系統」、「盲點偵測警示系統」及「自動駐車Auto Hold」等功能。
格上引進AI技術，強化會員審核流程，導入AI技術後可縮短至20秒即可判定，節省人工審核等待時間，更提升用戶個資保護。另推動「車況登錄」機制，於APP事先揭露內外車況，消費者租車前可先檢視內外車況是否清潔、良好，再決定租車，另清楚標示車輛清潔狀況，供消費者選擇。
承租時費用依車型不同，按平日和假日分別計算，與其他共享汽機車品牌同樣使用手機APP進行預約、開鎖、歸還車輛等操作。

## 關係企業

### 台灣
- 欣格聯合企業股份有限公司：商用車、機器設備等之租賃業務（已於2011年11月16日被合併）

### 中國大陸
- 格上租賃有限公司
- 格上汽車租賃（上海）有限公司

## 爭議

### 格上租車會員資料外洩
2023年1月末，媒體先爆出和運租車旗下iRent的用戶個資在網路伺服器中未經加密，任何知道鏈結的人都可隨意入瀏覽。同年2月，立委邱顯智接獲陳情接露，格上租車使用的雲端儲存空間設定不當，導致所有會員訂單資料可以被查詢列出，有個資外洩疑慮。格上租車則回應第一時間就即刻關閉APP出租單查詢及存取功能，並立即清查数据库狀況，發現沒有遭異常查詢或下載情形。

## 外部連結
- 格上租車臺灣官方網站 （页面存档备份，存于）
- 格上租車中國官方網站 （页面存档备份，存于）